# Estación de Wittenbach
La estación de Wittenbach es una estación ferroviaria de la comuna suiza de Wittenbach, en el Cantón de San Galo.

## Historia y situación
La estación de Wittenbach fue inaugurada en el año 1910 con la puesta en servicio del tramo Romanshorn - San Galo St. Fiden de la línea Bodensee-Toggenburg-Bahn Romanshorn - Nesslau-Neu St. Johann por parte de la compañía homónima Bodensee-Toggenburg-Bahn (BT). BT se fusionó con SüdOstBahn (SOB) en 2001 para crear el 'nuevo' SOB.
La estación se encuentra ubicada en el norte del centro urbano de Wittenbach. Consta de un andén central al que acceden dos vías pasantes, a las que hay que sumar otras dos vías pasante más, y varias vías toperas.
La estación está situada en términos ferroviarios en la línea Romanshorn - Nesslau-Neu St. Johann (SOB). Sus dependencias ferroviarias colaterales son la estación de Roggwil-Berg hacia Romanshorn y la estación de San Galo St. Fiden en dirección Nesslau-Neu St. Johann.

## Servicios ferroviarios
Los servicios son prestados por SBB-CFF-FFS y por SOB (SüdOstBahn):

### Larga distancia
- IR Voralpen Romanshorn - Neukirch-Egnach - Muolen - Häggenschwil-Winden - Roggwil-Berg - Wittenbach - San Galo St. Fiden - San Galo - Herisau - Degersheim - Wattwil - Uznach - Schmerikon - Rapperswil - Pfäffikon - Wollerau - Biberbrugg - Arth-Goldau - Küssnacht am Rigi - Meggen Zentrum - Lucerna Verkehrshaus - Lucerna. Servicios cada hora. Operado por SOB.

### S-Bahn San Galo
En la estación efectúan parada los trenes de cercanías de una línea de la red S-Bahn San Galo:
- S 3 Schaffhausen - Stein am Rhein - Kreuzlingen – Romanshorn - Wittenbach – San Galo – San Galo Haggen